# Pragmatiske Sanktion af 1713
Den pragmatiske sanktion (tysk Pragmatische Sanktion) var en tronfølgelov, som kejser Karl VI af det tysk-romerske rige fik vedtaget i 1713.
Loven bestemmer, at de habsburgske arvelande skal gå udelt i arv, og loven anerkender kvindelig arvefølge.
Ved kejser Karls død i 1740 arvede hans datter Maria Theresia de habsburgske lande. Hendes arveret blev imidlertid bestridt af europæiske stormagter, og en storkrig – den østrigske arvefølgekrig – brød ud.
Ved Freden i Aachen i 1748 opnåede Den pragmatiske sanktion international anerkendelse, og loven gjaldt, indtil Østrig-Ungarn blev opløst i 1918.